# V389 Возничего
V389 Возничего (лат. V389 Aurigae) — одиночная переменная звезда в созвездии Возничего на расстоянии (вычисленном из значения параллакса) приблизительно 18820 световых лет (около 5770 парсеков) от Солнца. Видимая звёздная величина звезды — от +18,42m до +17,17m.

## Характеристики
V389 Возничего — пульсирующая переменная звезда типа RR Лиры (RRAB).